# Московски државни универзитет
Московски државни универзитет М. В. Ломоносов (рус. Московский государственный университет имени М. В. Ломоносова) је највећи и најстарији универзитет у Русији, основан 1755. Према подацима из 2004. године, имао је 4000 запослених који су подучавали око 31000 студената и 7000 последипломаца. Тренутни ректор универзитета је професор математике Виктор Антонович Садовничи.
Универзитет је рангиран на 18. месту на ранг-листи Три универзитетске мисије 2022. године, на 76. месту на Светског универзитетског рангирања 2022. године, на 293. месту на глобалном Тајмсовом вишем сведском универзитетском рангирању и на 326. месту у U.S. News & World Report 2022. Био је то највише рангирана руска образовна институција од стране QS 2020. године, а према Индексу природе у 2019. години, највише рангирани руски универзитет по резултатима истраживања. Московски државни универзитет је опште прихваћен као водећа високообразовна институција у бившем Совјетском Савезу.

## Историја Универзитета
Овај универзитет основан је на иницијативу Ивана Ивановича Шувалова и Михаила Васиљевича Ломоносова наредбом руске царице Јелисавете Петровне 25. јануара (12. јануара по грегоријанском календару) 1755. године. Прва предавања одржана су 27. априла. 25. јануар се и данас прославља као Дан студената у Русији.
Првобитно изграђен на Црвеном тргу, универзитет је Катарина Велика пребацила у садашњу неокласичну грађевину на другој страни улице Моховаја. Главна грађевина изграђена је између 1782. и 1793. самртнички бледим дизајном Матвеја Казакова, а реконструисана након Наполеоновог похода на Русију од стране Доменика Ђилардија.
У 18. веку универзитет је био подељен на 3 одсека – филозофију, медицину и законодавство. Академија за будуће студенте била је припојена универзитету, све до њеног укидања 1812. године. 1779. Михаил Карасков је основао интернат за племиће (Благородный пансион), трансформисан у гимназију за руско племство 1830. године. Универзитетска штампа, вођена Николајем Новиковом 1780-их издаје најпопуларније новине царске Русије - Московские Ведомости.
1905. унутар универзитета се оснива социјал-демократска организација, позивајући на збацивање цара и завођење републике у Русији. Царска влада је поново започела затварање универзитета. 1911. у знак протеста због увођења трупа на кампус и малтретирања одређених професора, 130 научника и професора је масовно дало оставке, укључујући и истакнуте као што су Николај Димитријевич Зелински, Пјотр Николајевич Лебедев и Сергеј Алексејевич Чаплигин. Такође је на хиљаде ученика избачено 1911.
Након Октобарске револуције 1917. године универзитет је отворен и за децу пролетаријата и сељака, а не само за припаднике буржоазије. У 1919. школарине су укинуте и изграђени су објекти за припремање деце радничке класе за пријемне испите. 1940. универзитет је преименован у част свог оснивача Михаила Васиљевича Ломоносова.
После 1991. основано је још 9 одсека. 1992. универзитету је додељен јединствени статус: финансиран је директно из буџета (заобилазећи Министарство просвете), што је универзитету дало значајан ниво независности.

### Московски државни универзитет

#### 1917-49
После Октобарске револуције 1917. године, установа је почела да прима децу пролетаријата и сељаштва. Године 1919, универзитет је укинуо школарину и успоставио припремну установу за помоћ деци радничке класе да се припреме за пријемне испите. Током спровођења првог петогодишњег плана Јосифа Стаљина (1928–32), затвореници из Гулага били су приморани да граде делове новопроширеног универзитета.

#### 1950-99
Године 1970, универзитет је наметнуо квоту од 2% за јеврејске студенте. Један чланак из 2014. под насловом „Математика као оруђе антисемитизма“ у часопису Математички ентузијаста говори о антисемитизму на Катедри за математику Московског државног универзитета током 1970-их и 1980-их.
Средином 1980-их, декан правног факултета МСУ је отпуштен због примања мита. Након 1991. године, основано је девет нових факултета. Следеће године универзитет је стекао јединствен статус: финансира се директно из државног буџета (заобилазећи Министарство просвете).
Дана 6. септембра 1997, француски електронски музичар Жан Мишел Жар користио је предњи део универзитета као позадину за концерт. Концерт је привукао публику од пола милиона људи.

#### 2000-данас
Ректор МСУ Виктор Садовничи је 2007. године рекао да је корупција у образовном систему Русије „системска болест“ и да је видео оглас који гарантује савршен резултат на пријемним испитима за МСУ, уз значајну накнаду.
Дана 19. марта 2008, на универзитету је покренут најмоћнији руски суперкомпјутер до сада, СКИФ МГУ (скиф на руском значи „скитски“). Његове врхунске перформансе од 60 TFLOPS (LINPACK - 47.170 TFLOPS) учиниле су га најбржим суперкомпјутером у Заједници независних држава.

## Кампус
Од 1953. већина факултета се налази на Врапчевим брдима, југоисточном делу Москве (1935.–1999.: Лењинове горе). Главну зграду дизајнирао је архитекта Лав Рудњев. У послератној ери, Стаљин је наредио изградњу 7 огромних вишеспратних кула око града (”седам сестара”). Главна зграда Московског универзитета била је далеко највећа. Била је, такође, и највећа грађевина ван Њујорка на свету у то време, и остала је највиша у Европи све до 1988.
Централна кула са 36 спратова, висока 240 метара, била је опасана са 4 огромна крила за студентски смештај. Говори се да садржи 30 километара ходника и 5000 соба. Расположиви објекти унутар ове грађевине обухватају концертну салу, позориште, музеј, разне административне службе, библиотеку, базен, полицијску станицу, пошту, вешерницу, фризерски салон, банку, продавнице, кафетерије, склониште од бомби, итд. Заједно са администрацијом универзитета, четири главна одсека: Факултет за механику и математику, Геолошки факултет, Географски факултет и Факултет за лепе и примењене уметности су тренутно остали у главној згради. Звезда на врху куле је довољно велика да пружи мању собу са терасом; тешка је 12 тона. Фасаде грађевине украшене су џиновским сатовима, барометрима и термометрима, статуама, резбареним мотивима пшенице, совјетским грбовима итд. Стоји пред терасом са статуама мушког и женског студента који заједно оптимистично и самоуверено корачају у будућност.
Док су Врапчија брда била на периферији града у време конструкције главне грађевине, сада су на пола пута између Кремља и градских граница. Неколико зграда и спортских објеката су касније додати главном кампусу, укључујући и једини специјализовани стадион за бејзбол у Русији. Тренутно се гради нова зграда за одсек друштвених наука, и огромна нова зграда је саграђена за библиотеку, која је друга у Русији по броју књига. Универзитет такође поседује неколико спаваоница изван кампуса у југозападном делу Москве. Историјску зграду у улици Моховаја сада користи факултет за новинарство, факултет за психологију и институт за афричке и азијске студије. Координате зграде су 55°42′10″С, 37°31′50″И.
Уз управу универзитета, у Главној згради налазе се Музеј наука о Земљи и факултети: Машинско-математички, Геолошки, Географски и Ликовне и сценске уметности. У згради у улици Моховаја налазе се Факултет новинарства, Психолошки факултет и Институт азијских и афричких земаља. Бројне факултетске зграде налазе се у близини трга Мањеж у центру Москве и бројних кампуса у иностранству у Украјини, Казахстану, Таџикистану и Узбекистану. Уљановски огранак МСУ-а је реорганизован у Уљановски државни универзитет 1996. године.

## Факултети
Универзитет има (2017)41 факултет.
- Факултет за механику и математику
- Факултет за компјутерску математику и кибернетику
- Физички факултет
- Хемијски факултет
- Факултет за науке о материјалима
- Биолошки факултет
- Факултет за фундаменталну медицину
- Факултет за теренске науке
- Геолошки факултет
- Географски факултет
- Историјски факултет
- Филолошки факултет
- Факултет за стране језике
- Филозофски факултет
- Социолошки факултет
- Економски факултет
- Правни факултет
- Факултет за новинарство
- Факултет за психологију
- Институт за афричке и азијске студије
- Факултет за јавну администрацију
- Виша школа за пословну администрацију
- Факултет за лепе и примењене уметности
- Факултет за биоинжењеринг и биоинформатику
- Московска школа економије
- Факултет за образовање
- Биолошка станица ”Бело море” Биолошког факултета